# Lauren Goss
Pour les articles homonymes, voir Goss.
Lauren Goss née le 26 janvier 1988 à Mount Pleasant, est une triathlète professionnelle américaine, multiple  vainqueur de compétition Ironman 70.3.

## Biographie

### Jeunesse
Lauren Goss grandit en jouant au softball, au basket-ball et étant une très bonne nageuse, c'est en juillet 2009 après avoir acquis pour la première fois un vélo à seulement 21 ans qu'elle se lance dans son premier triathlon à Charleston en Caroline du Sud. Dans le même temps, elle étudie à l'Université de Clemson où elle obtient un diplôme en sciences biologiques (2010).

### Carrière en triathlon
Elle a commencé par gagner des triathlons en distance olympique avant de passer sur le circuit Ironman 70.3 avec succès puisqu'elle gagne six courses en 2015.

### Vie privée et professionnelle
Elle fréquente le triathlète professionnel Drew Scott, qui est également le fils de son entraîneur Dave Scott, sextuple champion du monde d'Ironman.

## Palmarès
Le tableau présente les résultats les plus significatifs (podium) obtenus sur le circuit international de triathlon depuis 2011,.
| Année | Compétition                             | Pays       | Position      | Temps           |
| ----- | --------------------------------------- | ---------- | ------------- | --------------- |
| 2019  | Ironman 70.3 Pérou                      | Pérou      | Médaille d'or | 4 h 5 min 56 s  |
| 2019  | Ironman 70.3 Monterrey                  | Mexique    | Médaille d'or | 4 h 6 min 32 s  |
| 2018  | Ironman 70.3 Cartagena                  | Colombie   | Médaille d'or | 4 h 22 min 54 s |
| 2018  | Ironman 70.3 Colombo                    | Sri Lanka  | Médaille d'or | 4 h 31 min 47 s |
| 2018  | Ironman 70.3 Costa Rica                 | Costa Rica | Médaille d'or | 4 h 29 min 15 s |
| 2017  | Escape From Alcatraz                    | États-Unis | Médaille d'or | 1 h 42 min 6 s  |
| 2016  | Challenge San Gil Querétaro             | Mexique    | Médaille d'or | 4 h 36 min 31 s |
| 2016  | Ironman 70.3 Cartagena                  | Colombie   | Médaille d'or | 4 h 23 min 20 s |
| 2016  | Ironman 70.3 Équateur                   | Équateur   | Médaille d'or | 4 h 20 min 41 s |
| 2015  | Ironman 70.3 St. Croix                  | États-Unis | Médaille d'or | 4 h 40 min 31 s |
| 2015  | Ironman 70.3 Équateur                   | Équateur   | Médaille d'or | 4 h 14 min 38 s |
| 2015  | Ironman 70.3 Silverman                  | États-Unis | Médaille d'or | 4 h 31 min 46 s |
| 2015  | Challenge San Gil Querétaro             | Mexique    | Médaille d'or | 4 h 37 min 29 s |
| 2015  | Challenge Floride                       | États-Unis | Médaille d'or | 4 h 18 min 47 s |
| 2015  | Pékin Triathlon International           | Chine      | Médaille d'or | 2 h 7 min 16 s  |
| 2014  | Ironman 70.3 Syracuse                   | États-Unis | Médaille d'or | 4 h 22 min 21 s |
| 2014  | 5150 Nouvelle-Orléans                   | États-Unis | Médaille d'or | 2 h 5 min 22 s  |
| 2014  | 5150 Mont-Tremblant                     | Canada     | Médaille d'or | 2 h 10 min 41 s |
| 2013  | 5150 Kansas City                        | États-Unis | Médaille d'or | 1 h 42 min 47 s |
| 2013  | Revolution3 Knoxville Triathlon         | États-Unis | Médaille d'or | 2 h 3 min 55 s  |
| 2013  | Revolution3 Maine Triathlon             | États-Unis | Médaille d'or | 2 h 2 min 37 s  |
| 2012  | Revolution3 Wisconsin Triathlon         | États-Unis | Médaille d'or | 2 h 2 min 8 s   |
| 2011  | Coupe panaméricaine - l'étape de Panama | Panama     | Médaille d'or | 2 h 14 min 41 s |
| 2011  | Coupe panaméricaine - l'étape de Lima   | Pérou      | Médaille d'or | 2 h 11 min 19 s |